# 徳島県道234号高瀬神宅線
徳島県道234号高瀬神宅線（とくしまけんどう234ごう たかせかんやけせん）は、徳島県板野郡上板町を通る一般県道である。

## 概要
板野郡上板町高瀬から板野郡上板町神宅に至る。集落と集落をつなぐ道である。

### 路線データ
- 起点：板野郡上板町高瀬（徳島県道15号徳島吉野線・徳島県道122号板野川島線交点）
- 終点：板野郡上板町神宅（徳島県道12号鳴門池田線交点、香川県道・徳島県道102号引田滝宮線終点）
- 総延長：4.302 km（他に旧道0.636 km）[1]

## 歴史
- 1959年（昭和34年）1月31日 - 徳島県道98号高瀬神宅線として認定。
- 1972年（昭和47年）3月10日 - 現在の徳島県道234号として再認定。

## 路線状況

### 重複区間
- 徳島県道14号松茂吉野線（板野郡上板町西分）

### 道路施設

#### 橋梁
- 天上開橋（高志川、板野郡上板町）
- 日吉橋（宮川内谷川、板野郡上板町）

## 地理

### 通過する自治体
- 徳島県
  - 板野郡上板町

### 交差する道路
| 交差する道路                                                                                   | 交差する場所 | 交差する場所 |
| ---------------------------------------------------------------------------------------------- | ------------ | ------------ |
| 徳島県道15号徳島吉野線 徳島県道122号板野川島線 徳島県道137号土成徳島線 重複                    | 高瀬         | 起点         |
| 徳島県道14号松茂吉野線 重複区間起点                                                            | 西分         |              |
| 徳島県道14号松茂吉野線 重複区間終点                                                            | 西分         |              |
| 徳島県道12号鳴門池田線 徳島県道・香川県道34号石井引田線 重複 香川県道・徳島県道102号引田滝宮線 | 神宅         | 終点         |

### 沿線
- 上板町立高志小学校
- 旧国鉄鍛冶屋原線 神宅駅跡